# W szachu. Ostatnia rozgrywka
W szachu. Ostatnia rozgrywka – polski film biograficzny z 2023 roku w reżyserii Marka Bukowskiego, według scenariusza napisanego przez Macieja Dancewicza. Film opowiada o zawodnikach polskiej reprezentacji szachowej okresu międzywojennego.

## Obsada
- Wojciech Mecwaldowski – Akiba Rubinstein
- Jan Wieczorkowski – Dawid Przepiórka
- Jędrzej Hycnar – Mieczysław Najdorf
- Anna Matysiak
- Antoni Gogółka
- Beata Wnęk-Malec
- Jacek Knap
- Maciej Miszczak
- Magdalena Maścianica
- Weronika Dzierżyńska

## Produkcja
Za produkcję odpowiadało Studio Besta. Sceny do filmu „W szachu. Ostatnia rozgrywka” nagrywane były w tym samym czasie, co sceny do filmu „Konopacka. Walka o złoto”. Zdjęcia do produkcji powstawały m.in. w Prudniku, Mosznej i Opolu. Wnętrze willi rodziny Fränkel w Prudniku posłużyło za luksusowy nocny lokal. Dworzec kolejowy w Opolu odegrał rolę dworca w Hamburgu. Wnętrze I Liceum Ogólnokształcącego w Prudniku odegrało rolę argentyńskiego Rosario. Park Miejski w Prudniku, Środowiskowy Dom Samopomocy (dawne kasyno wojskowe) oraz wnętrze mieszkania nad restauracją w willi przy ul. Parkowej zagrały Warszawę. Ponadto w filmie pojawił się m.in. pałac Fipperów w Prudniku oraz willa przy ul. Nyskiej 2 w Prudniku. Ekipa filmowa zatrzymała się w hotelach w Prudniku.
W rozmowie z „Tygodnikiem Prudnickim” Maciej Dancewicz stwierdził:

Prudnicki park, choć niewielki jest efektowny i historyczny. Może z Łazienkami trudno mu się równać, ale ze swoją altaną i innymi obiektami wygląda nie gorzej niż niejeden park w Warszawie. W Warszawie, gdybyśmy mieli robić te wszystkie prudnickie sceny, to same tylko przejazdy między jednym miejscem a drugim trwałoby pół dnia. Poza tym w Warszawie jest już przesycenie filmami, wiele obiektów jest zgranych, napisanie próśb o zgody na realizację, czekanie na odpowiedzi, to nie jest proste, natomiast w Prudniku czujemy i doświadczamy ogromnej życzliwości mieszkańców.

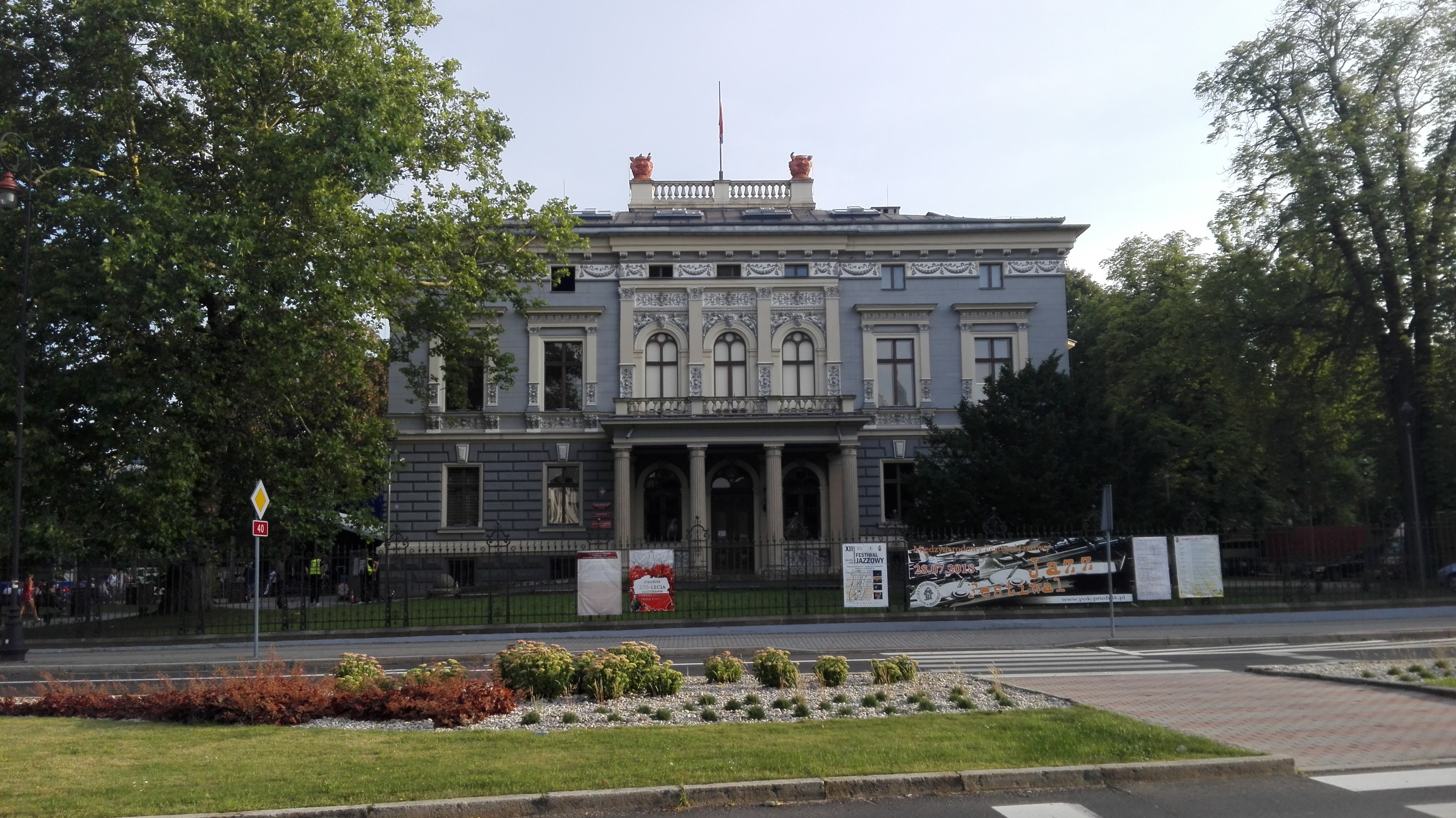
Willa rodziny Fränkel w Prudniku
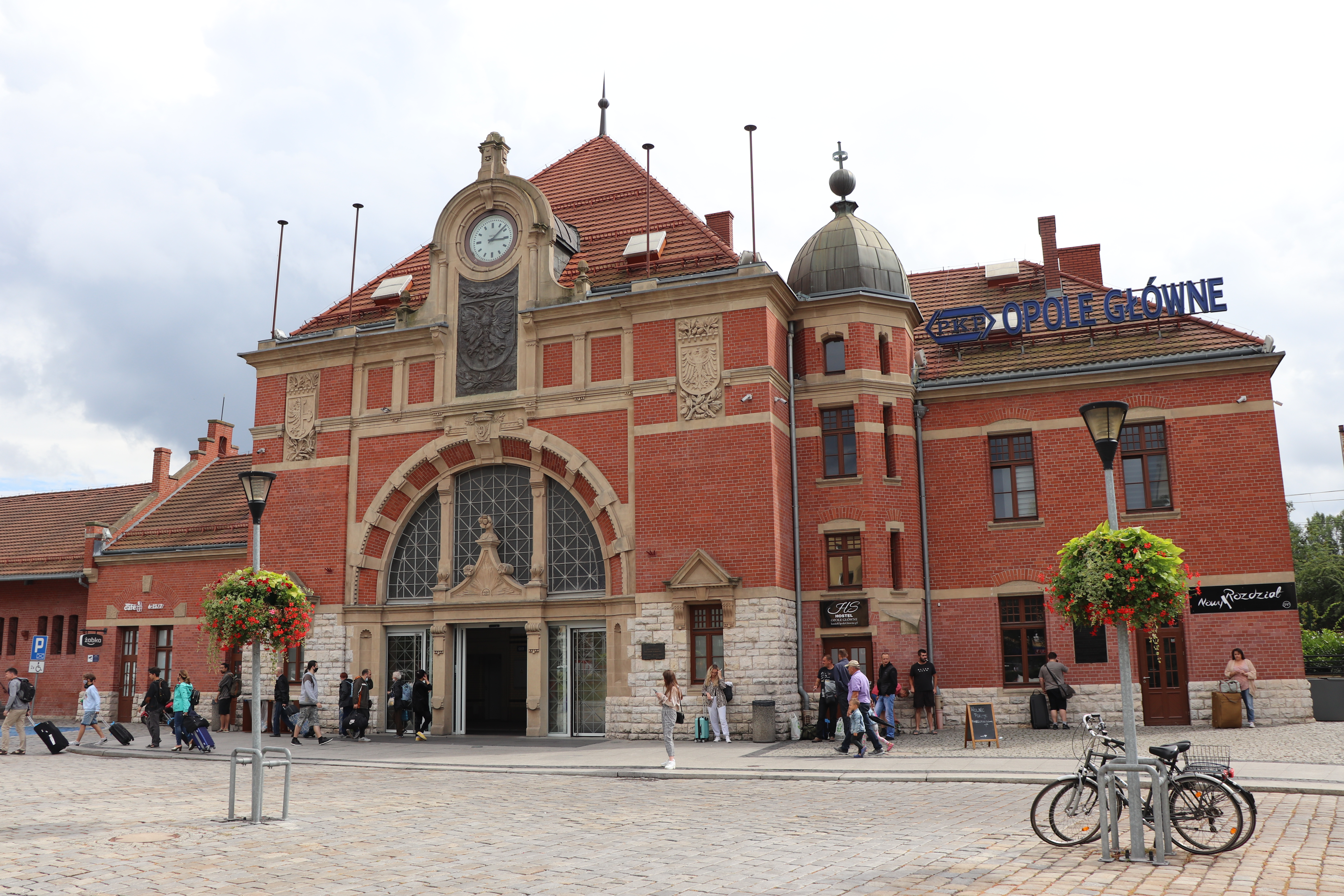
Dworzec kolejowy w Opolu
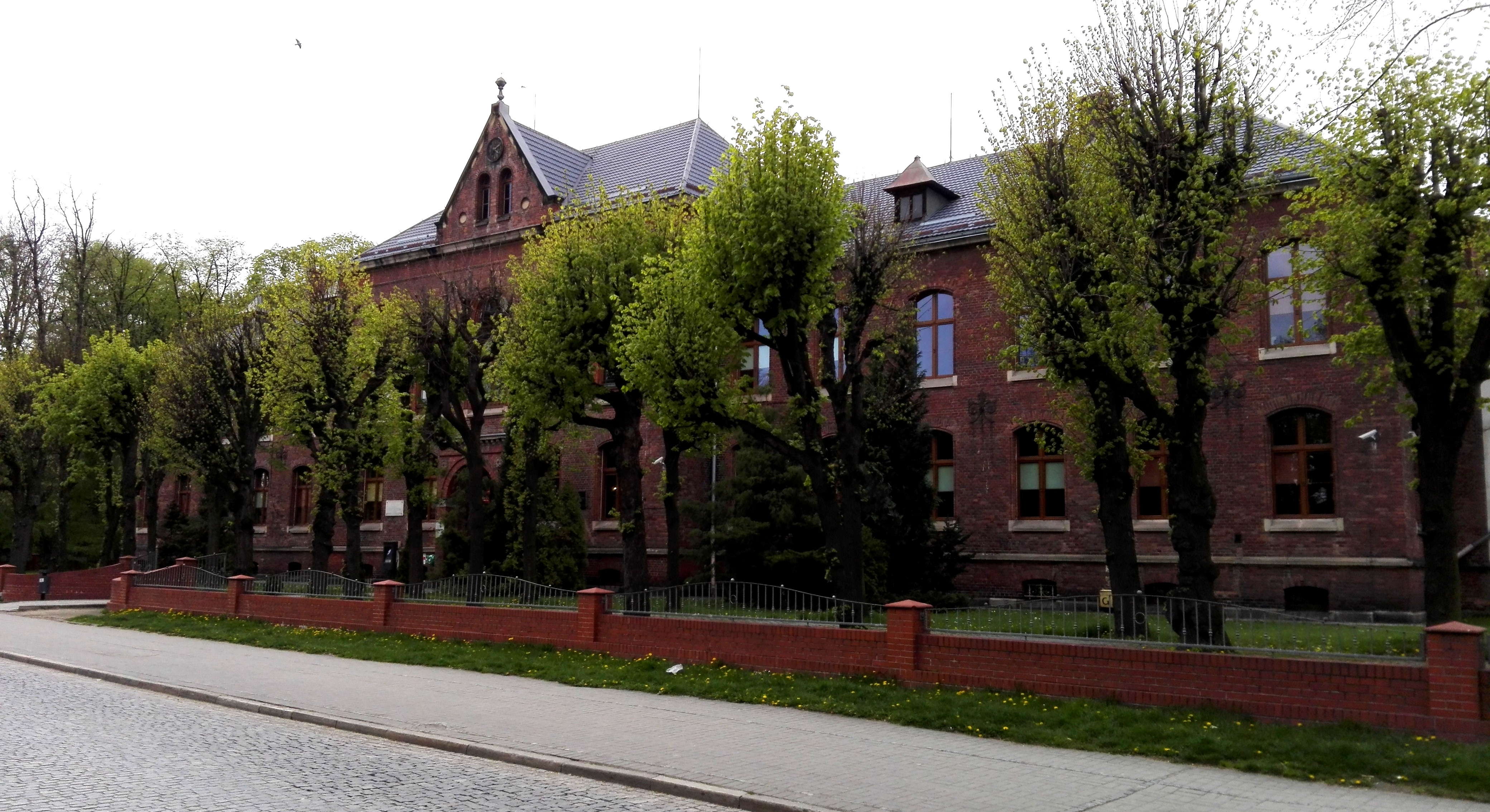
I Liceum Ogólnokształcące w Prudniku
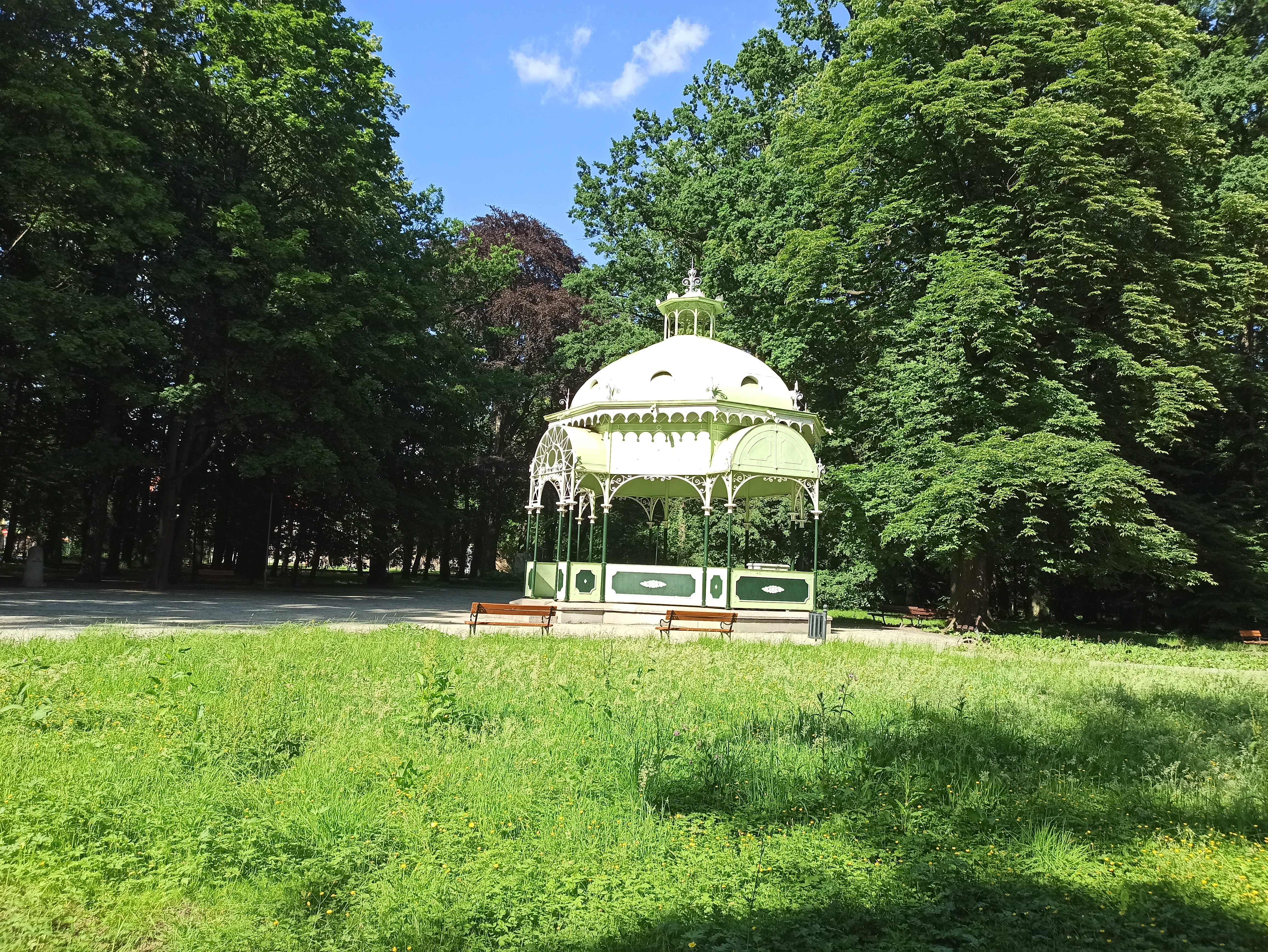
Park Miejski w Prudniku
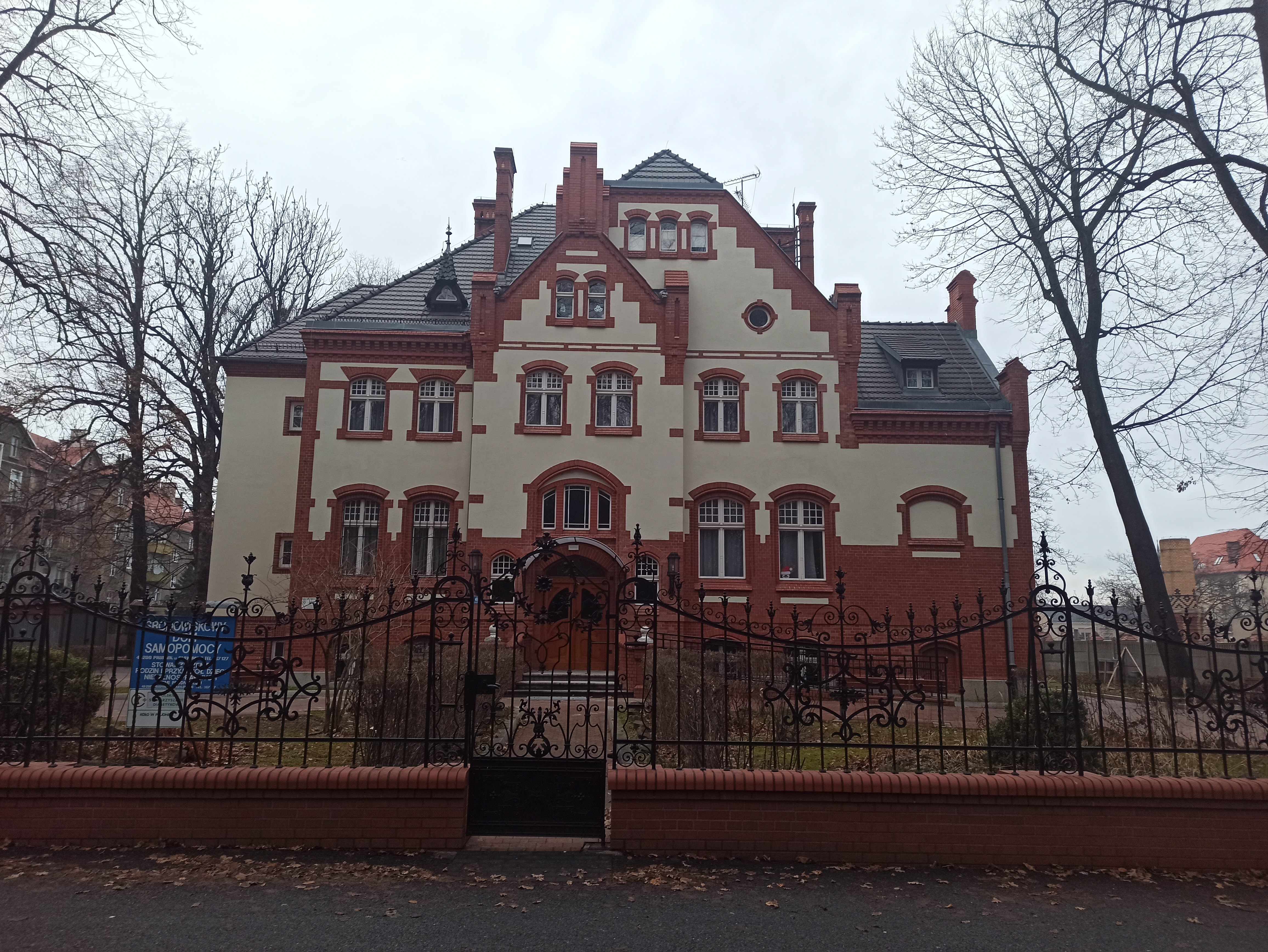
Środowiskowy Dom Samopomocy w Prudniku
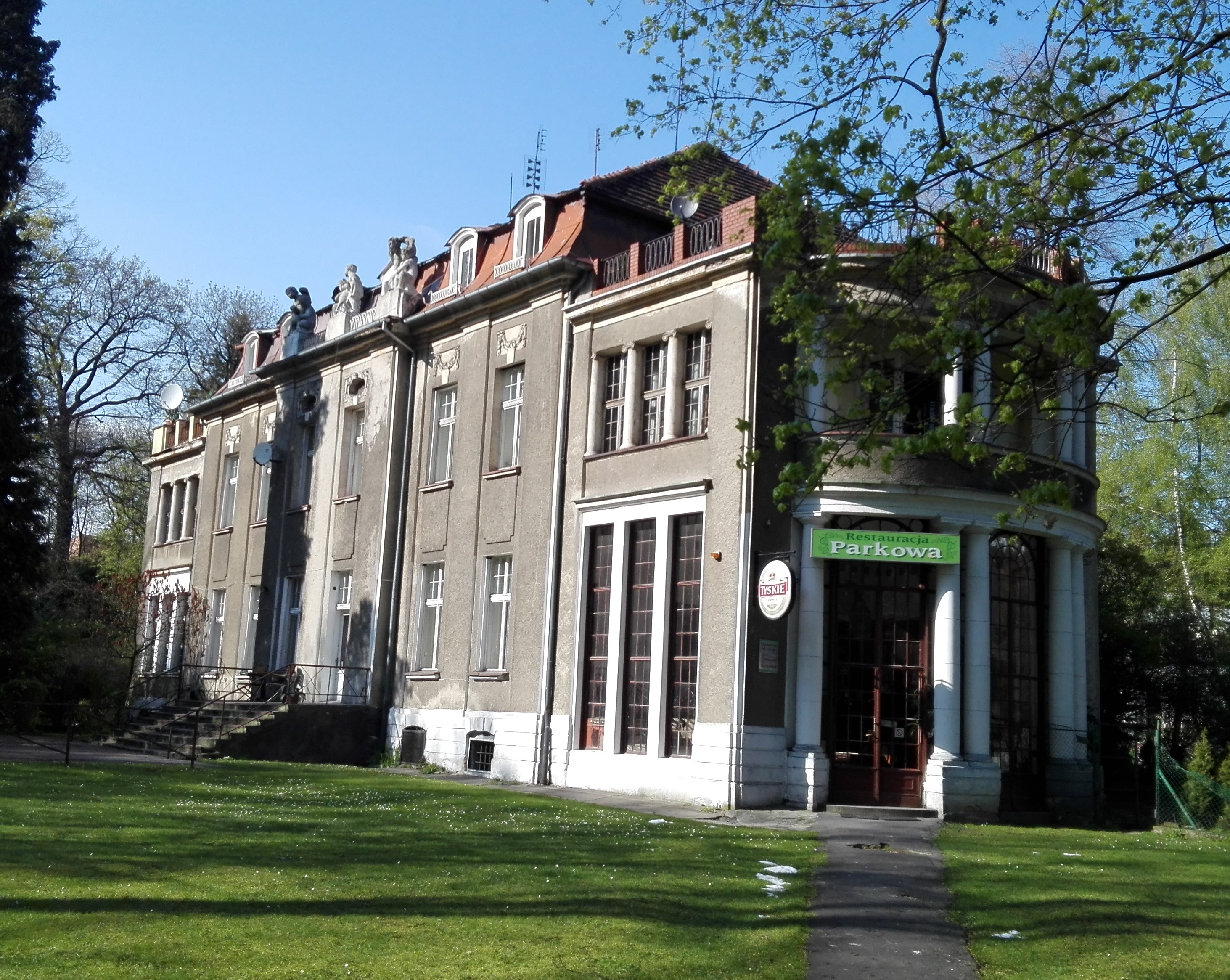
Willa przy ul. Parkowej 2 w Prudniku
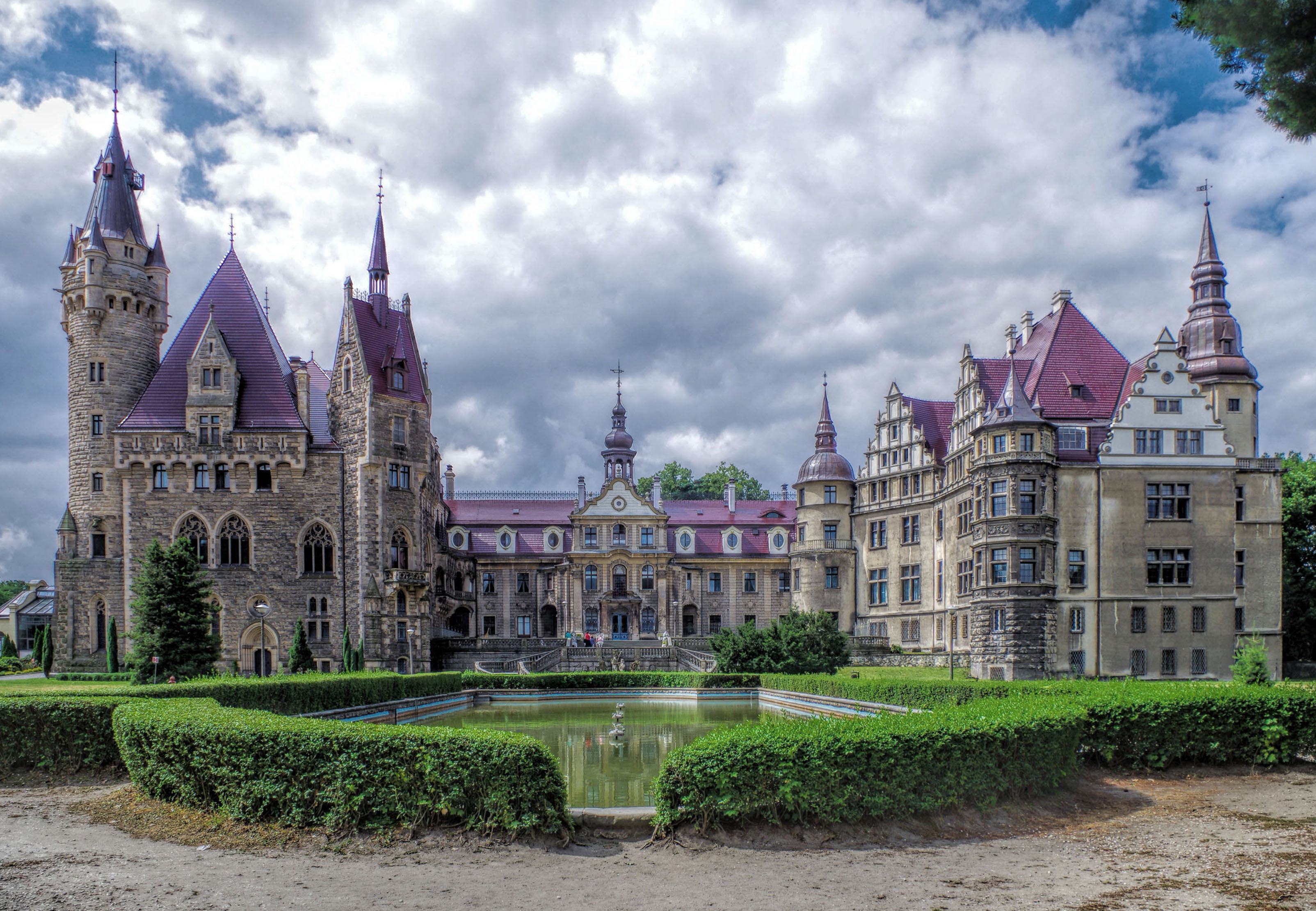
Pałac w Mosznej
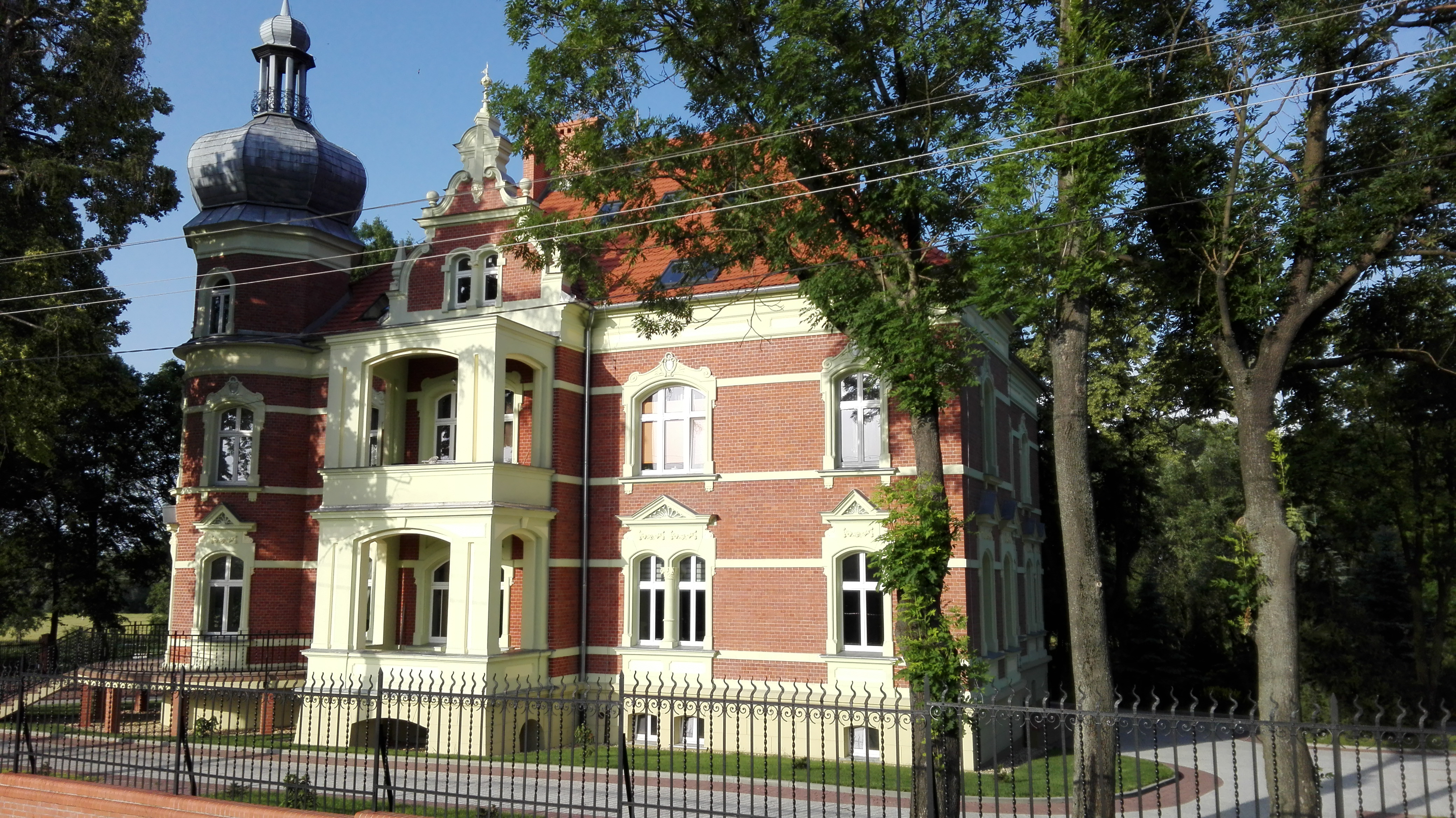
Pałac Fipperów w Prudniku
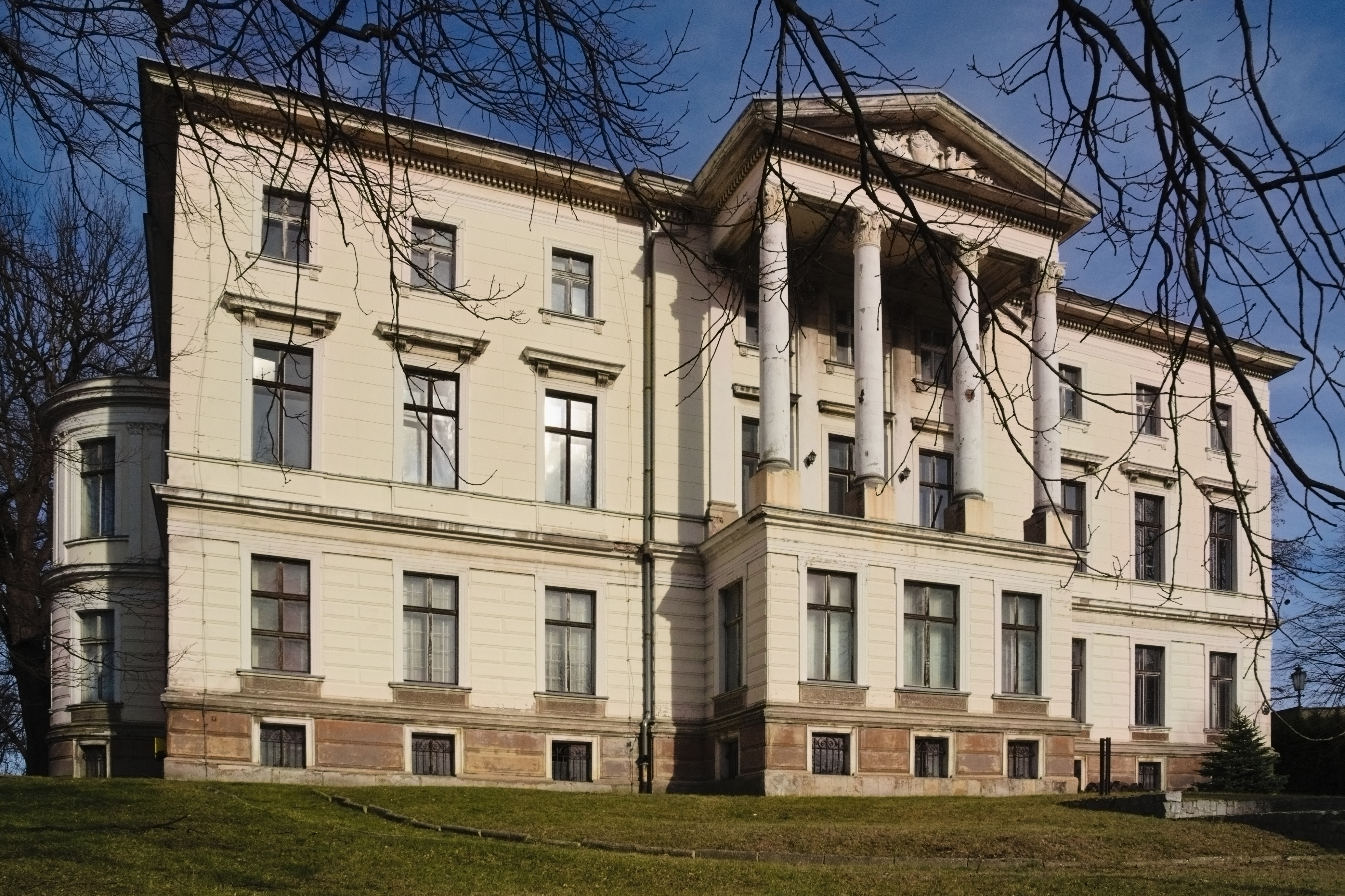
Willa przy ul. Nyskiej 2 w Prudniku

Premiera filmu miała miejsce 19 października 2023 na platformie TVP VOD. Wyemitowanie na kanale TVP1 zaplanowano na grudzień 2023.